# 多賀町
多賀町（たがちょう）は、滋賀県の町。犬上郡に属す。

## 概要
古代から近世にかけて犬上君（犬上氏）および多賀氏が勢力範囲あるいは本拠としてきた地域であり、古今を通じイザナギ・イザナミの2大神を祀る多賀大社を中核として発展してきた。

### 地名
一説に、古代には「タカ」と呼ばれていたと推測され、古文書に「多可」の名が認められる旧・多賀村地域、多賀の社（現・多賀大社）を中心として形成された門前町（古代においてはその前身となる集落）が、地域全体の中核をなしていることは、今日に至るまでの全ての時代を通じて変わりない。
古代の「タカ」は神（当地域ではイザナミとイザナミ）の坐所としての「高」を意味していたと推測されており、後世の「多賀」は異称として生じたものと考えられる。
また、江戸時代には中山道の高宮宿として栄え、現在は彦根市に属している高宮町（たかみや ちょう）は、今も残る多賀大社参詣道の外郭に位置する地域であり、「タカミヤ」から発した関連地名の一つである。

## 地理

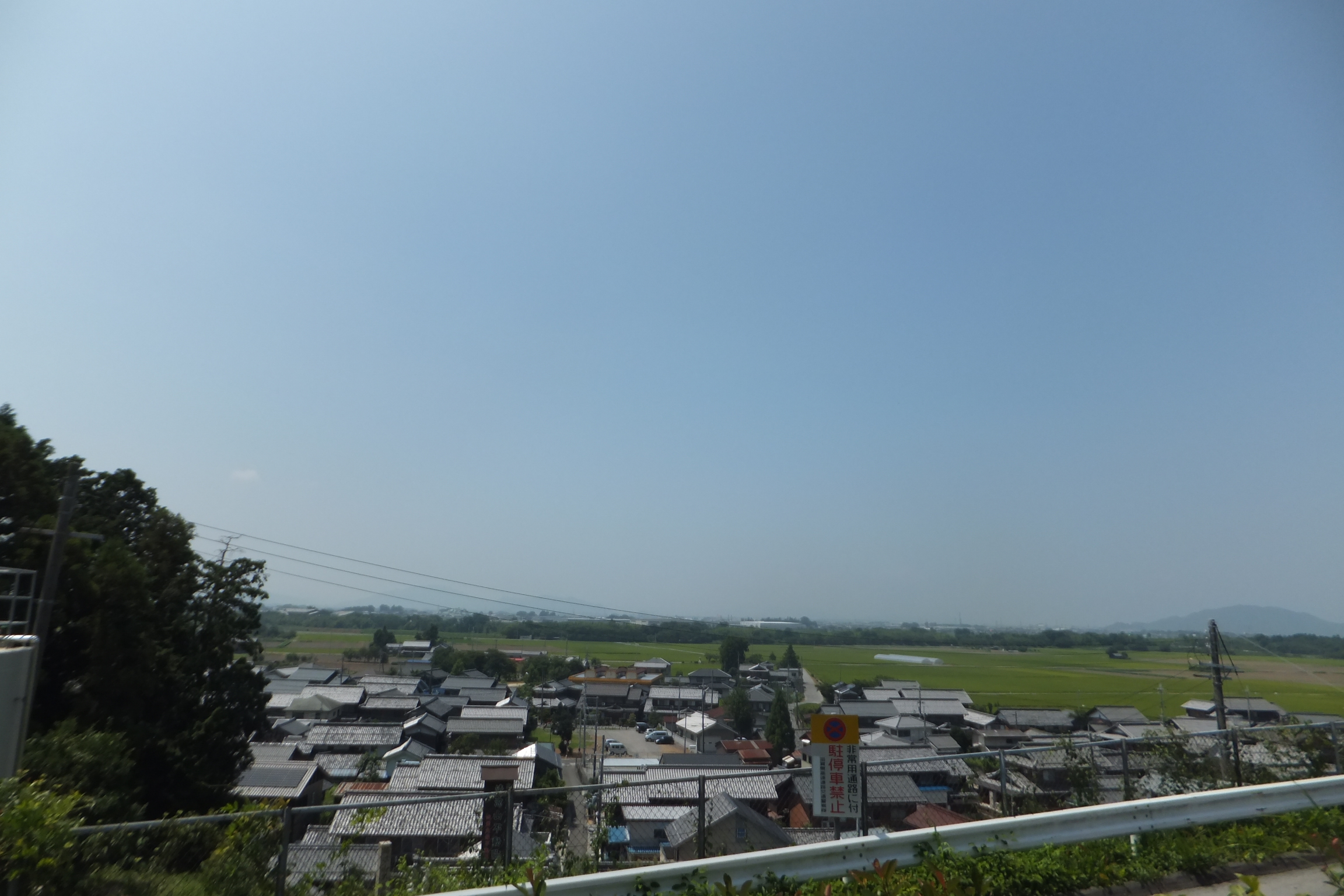
湖東平野に広がる集落と農地
敏満寺で撮影。

多賀町の標高は東に高く、西に低い。町東部は南北に走る鈴鹿山脈の西麓にあたり、東麓側にある三重県いなべ市（旧員弁郡地域）、および、岐阜県大垣市（旧養老郡上石津町地域）と県境を接する。主な山としては霊仙山や三国岳などが挙げられる。鈴鹿山脈一帯は過疎化が進んでおり、特に旧芹谷村・脇ヶ畑村地域の集落は多くが廃村となっている。町西部は湖東平野の一部をなしており、町の行政・産業の中心地でもある。
町域の北部寄りを流れる芹川は霊仙山に発して西進し、彦根市域に入ったのち琵琶湖に流入する。南部を流れる犬上川は鈴鹿山脈に発した北谷川と南谷川が大字川相（かわない）で合流し、犬上川となって西進する。多賀町域から甲良町域・彦根市域を経て、琵琶湖に達している。

### 位置
- 東端 ：北緯35度12分13.8秒 東経136度25分4.4秒（鞍掛峠付近）。

cf. 国土地理院の地図閲覧サービスによる、この位置へのリンク（以下同様）
- 北端 ：北緯35度17分15.5秒 東経136度22分38.2秒（霊仙山山腹）。
- 西端 ：北緯35度13分42.1秒 東経136度15分27.6秒（猿木地区西端、犬上川河畔）。
- 南端 ：北緯35度7分52.1秒 東経136度21分16.8秒（犬上川上流、南谷付近）。

### 地形

#### 山地
主な山
- 鈴鹿山脈
- 霊仙山（標高1,094m）、鍋尻山（標高838m）、高室山（標高818m）、青龍山（標高333.1m）、八ツ尾山（標高617m）、鈴ヶ岳（標高1,130m）、三国岳（標高894m）

#### 河川
主な川
- 芹川沿い - 白谷、アサハギ谷、権現谷、河内風穴、行者の谷、大洞谷、エチガ谷、屏風岩
- 犬上川沿い - 北谷（きたや）、板ヶ谷、南谷（みなみだに）、大蛇の淵

水域
- 芹川（別名 善利川。淀川水系一級河川、総延長約21km。主な支川：水谷川〈すいだにがわ〉、高松川、四手川〈しでがわ〉）
- 犬上川（淀川水系一級河川、総延長約25km。主な支川：北谷川〈きたやがわ〉、大杉川、南谷川〈みなみだにがわ〉）
- 芹川ダム（別名 一円ダム）、四手川ダム、高宮池、大門池、犬上ダム

#### 平地
- 湖東平野

### 気候
多賀町が属する犬上郡の気象データは観測されておらず、地域は彦根地方気象台の管轄区域に属しているため、西隣にある彦根市のデータが最も近い。よって、「彦根市#気候」を参照のこと。

### 広域地域区分
- 近畿地方の北東部に位置し、古くは近江国の北東部地方を指して言う「北近江」に属した。ただし、狭義の「北近江」および「江北」は、当時の犬上郡よりさらに北に位置する3郡（伊香郡・浅井郡・坂田郡）を指す呼称であり、もともと坂田郡に属していた現在の彦根市鳥居本（cf. 鳥居本宿、鳥居本駅）以外これには含まれず、それに代わる固有の呼称は見られない。
- 滋賀県内の地方区分は琵琶湖との位置関係で名をなしており、湖北・湖東・湖南・湖西に大別されるが、そのうち、多賀地方は湖東地方に属する。

cf.　近畿地方および滋賀県の地方区分図（参考）：≪外部リンク≫ “近畿地方”. 気象予報区区分表（ウェブサイト）.   個人. 2012年11月30日閲覧。：近畿地方における多賀町の位置、滋賀県北部における多賀町の位置、湖東に属する多賀町、などが参照要素。

### 地域
集落は全て大字であるが（例：多賀町大字多賀）、通常的に省略される（例：多賀町多賀）。

#### 中心地
- 行政上の中心地 ：多賀町多賀324番地。
- 経済的中心地 ：多賀町多賀。

#### 消滅集落と限界集落
- 消滅集落（廃村） ：五僧集落 (1965)、向之倉集落 (S40s)、保月集落 (1976, 2005)、杉集落 (1976)、今畑集落 (1979)、落合集落、桃原（もばら）集落。
- 限界集落 ：後谷集落、入谷集落（冬季無人集落）、屏風集落（冬季無人集落）、甲頭倉集落。

#### 現存集落
- cf.　≪外部リンク≫ “滋賀県犬上郡多賀町の郵便番号一覧と住所・地名の読み方”.   MEMORVA（メモルヴァ）. 2012年12月8日閲覧。：※地図へのリンクあり。
- cf.　≪外部リンク≫ “犬上郡多賀町”. （公式ウェブサイト）.  日本郵便. 2012年12月8日閲覧。

- 一円
- 一之瀬
- 後谷
- 大岡
- 大杉
- 大君ケ畑
- 萱原
- 河内
- 川相
- 木曽

- 久徳
- 栗栖
- 甲頭倉
- 五僧
- 小原
- 佐目
- 猿木
- 四手
- 霜ケ原
- 水谷

- 杉
- 多賀
- 月之木
- 土田
- 壺
- 富之尾
- 中川原
- 楢崎
- 入谷
- 樋田

- 屏風
- 敏満寺
- 藤瀬
- 保月
- 仏ケ後
- 南後谷
- 向之倉
- 八重練
- 霊仙

### 人口
| |                                        |  |
| 多賀町と全国の年齢別人口分布（2005年） | 多賀町の年齢・男女別人口分布（2005年） |  |
| ■紫色 ― 多賀町 ■緑色 ― 日本全国 | ■青色 ― 男性 ■赤色 ― 女性              |  |
| 多賀町（に相当する地域）の人口の推移 \| 1970年（昭和45年） \| 9,279人 \| \| \| 1975年（昭和50年） \| 9,382人 \| \| \| 1980年（昭和55年） \| 9,284人 \| \| \| 1985年（昭和60年） \| 9,353人 \| \| \| 1990年（平成2年） \| 9,136人 \| \| \| 1995年（平成7年） \| 8,916人 \| \| \| 2000年（平成12年） \| 8,463人 \| \| \| 2005年（平成17年） \| 8,145人 \| \| \| 2010年（平成22年） \| 7,761人 \| \| \| 2015年（平成27年） \| 7,355人 \| \| \| 2020年（令和2年） \| 7,274人 \| \| |                                        |  |
| 総務省統計局 国勢調査より |                                        |  |
| 1970年（昭和45年） | 9,279人                                |  |
| 1975年（昭和50年） | 9,382人                                |  |
| 1980年（昭和55年） | 9,284人                                |  |
| 1985年（昭和60年） | 9,353人                                |  |
| 1990年（平成2年） | 9,136人                                |  |
| 1995年（平成7年） | 8,916人                                |  |
| 2000年（平成12年） | 8,463人                                |  |
| 2005年（平成17年） | 8,145人                                |  |
| 2010年（平成22年） | 7,761人                                |  |
| 2015年（平成27年） | 7,355人                                |  |
| 2020年（令和2年） | 7,274人                                |  |

### 隣接する自治体
滋賀県
- 米原市
- 彦根市
- 犬上郡甲良町
- 愛知郡愛荘町
- 東近江市

岐阜県
- 大垣市

三重県
- いなべ市

## 歴史

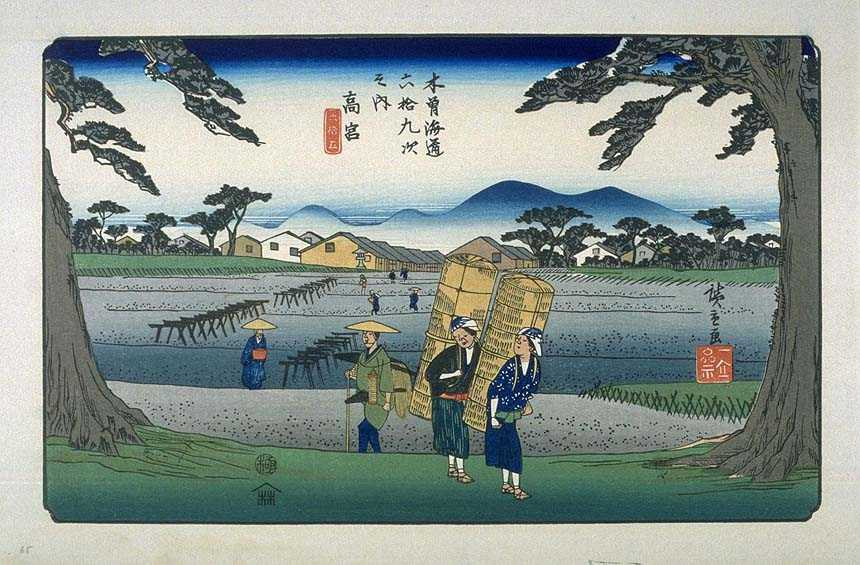
『木曽海道六拾九次之内 高宮』
天保6- 8年（1835-1837年）頃、歌川広重 。

※新暦導入以前（1872年以前）の日付は和暦による旧暦を主とし、丸括弧内に西暦（1581年以前はユリウス暦、1582年以降はグレゴリオ暦）を添える。「同年4月（4月）」は「旧暦4月（新暦4月）」の意、「同年4月（4月か5月）」とあれば「旧暦4月（新暦では5月の可能性もあり）」の意。

### 多賀氏
多賀氏は、古代より多賀地方および近接の甲良地方に土着の豪族であり、多賀社を氏神にしていたと考えられる。しかし、家系図の上では公家の中原氏と結び付けられ、天武天皇皇子・舎人親王の末裔である中原真人長谷に始まる江州中原氏が、多賀社の神官を務め、多賀氏を名乗ったのが始まりであるとされている（旧説では、江州中原氏は崇峻天皇皇子・定世親王の後裔と見なされていたが、今では仮冒［他人の名を語る偽称］と判じられている）。
いずれにしても、多賀氏は鎌倉初期から中期にかけて多賀と甲良に勢力を張る氏族であり、室町時代には犬上郡および坂田郡にて同族間で争いながらも隆盛であった。戦国期には、甲良の下之郷城に居城した多賀高忠を始めとし、多賀氏支族の久徳宗重など幾人かの著名な武将の名が見え、織田政権下・豊臣政権下でも為政者に直仕する、堀氏と縁戚関係になるなどして有利に活動していたが、関ヶ原の戦いの際、敗軍となる石田三成方についたことが禍し、戦後、所領を没収されて没落した。

### 年表

#### 有史以前
- 縄文時代晩期（約3000年前） ：犬上川左岸に形成された扇状地の扇頂部（楢崎地区）にあって後に楢崎古墳群が造営される地域にて、早期遺構の形成期（土器・棺墓の発見あり）[3][4][5]。同所は中世末期の居館遺構まで遺跡が断続して存在する[3]。cf. 6c, 1995.
- 古墳時代後期（6-7世紀） ：楢崎地区にて、群集墳である楢崎古墳群の造営期[3][6][4]。

#### 近世以前

##### 古代・中世

###### 奈良時代
- 和銅5年（712年、奈良時代初頭） ：この年に編纂された『古事記』に「伊邪那岐大神は淡海の多賀に坐すなり」とあり、後世の多賀神社（多賀大社）のことと考えられる。
- 天平宝字3年（759年）頃か ：坂田郡側の霊山（現・霊仙山）山麓にて霊仙（長じて日本で唯一の三蔵法師となる人物）が生を受けたと伝えられる。この後、奈良の興福寺に入山する15歳頃までは霊仙山にある寺院（松尾寺など）で修行に励んだという。
- 奈良時代 ：霊山（現・霊仙山）山頂に霊仙寺（非現存）が建立されたと伝えられる。

###### 平安時代
- 天安2年（858年） ：惟喬親王が藤原良房の追討を逃れて京の都から逃れる際、犬上郡の鞍掛峠（現・多賀町大君ヶ畑〈おじがはた〉の鞍掛峠）にて馬の鞍を外して休憩をとらせたと伝えられる（鞍掛峠および大君ヶ畑の地名由来）。

- 延長5年（927年、平安時代後期） ：この年に編纂された『延喜式神名帳』に「近江国犬上郡 多何神社二座」とあり、後世の多賀神社（多賀大社）のことと考えられる。

###### 鎌倉時代
- 鎌倉時代 ：胡宮神社（このみやじんじゃ）が天台宗・敏満寺の鎮護として繁栄し、48伽藍120坊の規模を誇った[7]。

###### 室町時代
- 明応3年（1494年、室町時代中期） ：神仏習合が進み、多賀神社境内に神宮寺として不動院（天台宗）が建立される（多賀大明神の隆盛期の始まり）。
- 永禄5年（1562年） ：浅井長政の攻撃を受ける久徳氏に味方した敏満寺が長政に攻められ、焼き討ちに遭って120以上あったという堂宇が炎上焼失する。

##### 近世

###### 安土桃山時代
- 元亀3年（1572年） ：命に応じなかった敏満寺を織田信長が攻め、残りの堂宇をことごとく焼き討ちにした上、寺領も取り上げ、これによって敏満寺は廃寺に追い込まれる。唯一残った福寿院が胡宮神社の別当寺院となったが、胡宮神社も被害甚大で衰退期を迎える。
- 天正年間（1573-1592年） ：胡宮神社の再興の願いに対して豊臣秀吉の許可が下り、社殿と大日堂が再建される。
- 天正16年（1588年） ：多賀神社への信仰篤かった豊臣秀吉が「3年、それがだめなら2年、せめて30日でも」と母の延命を祈願し、成就したため、社殿改修を行い、大名に与えるに等しい1万石を寄進する。
- 慶長年間（1596-1615年) ：敏満寺跡地に残った礎石が彦根城普請のために運び去られる。
- 慶長4年9月15日（1599年10月21日） ：関ヶ原の戦いに敗れた西軍の武将・島津義弘が関ヶ原から犬上郡の五僧峠（現・多賀町五僧の五僧峠）を越えて高宮（現・彦根市高宮町）の犬上川河畔で一泊し、翌日、信楽経由で大阪の堺まで敗走する[8]。

###### 江戸時代
- 寛永年間（1624-1645年） ：3代将軍・徳川家光の庇護の下で大造営が行われ、現存する本殿・大日堂・観音堂が寛永15年（1638年）に建立される。
- 寛永15年（1638年） ：大僧正・慈性が多賀神社境内正面にて石造りの太鼓橋を造営し、以後、橋は太閤・豊臣秀吉と当社の縁に由来する「太閤橋」の名で呼ばれるようになる（現存）。

#### 近代

##### 明治時代

###### 明治改元後
- 明治4年（1871年）
  - 旧暦7月14日（新暦8月29日）
    - 廃藩置県が断行され、彦根藩領は彦根県となる。

  - 旧暦10月10日（新暦11月22日）： 第一次府県廃合により、彦根県（旧・彦根藩）・宮川県（旧・近江宮川藩）・山上県（旧・山上藩）・朝日山県（旧・朝日山藩）が新設合併し、長浜県が発足。県庁は坂田郡長浜（現在の長浜市）への移転を予定していたが、犬上郡彦根の彦根城に設置された。
- 1872年（明治5年）
  - 新暦3月24日（旧暦2月16日）：県庁が坂田郡長浜に移転。
  - 新暦4月4日（旧暦2月27日）：県庁の犬上郡彦根への移転を予定して、長浜県が犬上県に改称。
  - 新暦6月（旧暦5月）：県庁が犬上郡彦根に移転。
  - 新暦9月28日（旧暦8月26日）：滋賀県が犬上県を編入合併する。
- 1874年（明治7年）2月11日 ：多賀学校（多賀町立多賀小学校の前身）の創立[9]。
- 1889年（明治22年）4月1日 ：町村制の施行により、四手村・多賀村・敏満寺村・土田村・猿木村の区域をもって多賀村が発足。
- 1893年（明治26年）10月1日 ：同年9月に彦根町大字丸野木54番地（現・彦根市城町2-5-25）で開設した滋賀県立彦根測候所（彦根地方気象台の前身）が1日6回の気象観測を開始（滋賀県における気象業務の始まり）[10]。

##### 大正時代
- 1914年（大正3年）3月8日 ：近江鉄道多賀線（高宮駅- 土田駅- 多賀駅〈現・多賀大社前駅〉）の開通。
- 1916年（大正5年）頃 ：中川原付近の河原でナウマンゾウの臼歯化石が発見される（その後、多賀町の久徳から中川原にかけての芹川河原で数多く発掘されるナウマンゾウ化石の最初のもの）[11]。

###### 第一次世界大戦後
- 1925年（大正14年）3月12日 ：近江鉄道多賀線の電化。

##### 昭和時代

###### 太平洋戦争前
- 1941年（昭和16年）11月3日 ：多賀村・芹谷村・久徳村が合併して多賀町が発足（第一次多賀町）。

###### 太平洋戦争中
- 1941年（昭和16年）12月8日 ：太平洋戦争、勃発。
- 1942年（昭和17年）：NHKが彦根市の金亀町から放送を開始。
- 1943年（昭和18年）
  - 10月 ：近江鉄道多賀線土田駅の休止。
  - 月日未確認 ：彦根市および犬上郡を管轄する消防団常備部が発足[12]。

#### 現代

##### 太平洋戦争後
- 1948年（昭和23年）
  - 月日不明 ：彦根市警察（彦根市による自治体警察。彦根警察署の前身）が発足。
  - 9月15日 ：彦根市および犬上郡を管轄する消防団常備部が廃止され、替わって同区域を管轄する彦根市消防署が発足[12]。
- 1953年（昭和28年）10月 ：近江鉄道多賀線土田駅が廃駅となる。
- 1954年（昭和29年）

- 7月：警察法改正により、彦根市警察が滋賀県警察に統合され、彦根警察署となる。

- この年、彦根で近江絹糸争議が発生。

- 1955年（昭和30年）
  - 3月31日 ：多賀町立犬上東中学校が廃校[13]。
  - 4月1日 ：大滝村・脇ヶ畑村と合併し、改めて多賀町が発足（第二次多賀町）。多賀町立多賀中学校（第一次多賀中）と芹谷分校・脇ヶ畑分校・佐目分校、多賀町立大滝中学校と大君ヶ畑分校が開校[13]。
- 1960年（昭和35年）夏 ：戦国武将・島津義弘の故郷・鹿児島県日置郡伊集院町（現・日置市伊集院町地区）では、夏休みに関ヶ原から多賀町の五僧峠を越えて大阪の堺に至る約160kmの道程を5日間かけて歩くとイベント「関ヶ原戦跡踏破隊」が企画され、この年を第1回として、以後、毎年の恒例イベントとなる[8][14]。
- 1961年（昭和36年）7月7日 ：彦根市消防署が救急業務を開始[12]。
- 1962年（昭和37年）
  - 4月1日 ：多賀町立多賀中学校が芹谷分校を統合（第二次多賀中）[13]。私立きぬがさ保育園が町立に変わる[15]。
  - 月日未確認 ：多賀町で初の空中防除が実施される[15]。
- 1963年（昭和38年）4月1日 ：多賀町立多賀中学校が佐目分校を統合（第三次多賀中）[13]。
- 1964年（昭和39年）
  - 4月12日 ：名神高速道路が開通し、多賀サービスエリアが供用開始。
  - 10月1日：東海道新幹線が開通。
- 1965年（昭和40年） ：五僧集落が廃村。
- 1967年（昭和42年）
  - 1月1日 - 町章を制定する[16]。
- 1968年（昭和43年）4月1日 ：多賀中学校と大滝中学校が統合され、新生の多賀町立多賀中学校（第四次多賀中）となる[13]。
- 1969年（昭和44年）4月1日 ：多賀町立多賀中学校が脇ヶ畑分校を統合（第五次多賀中）[13]。
- 昭和40年代 ：向之倉（むかいのくら）集落が廃村（かつては製炭業を営んでいたが、炭の需要減少に伴って過疎化が進み、昭和40年代に無人となり、廃村となった。
- 1970年（昭和45年）9月1日 ：多賀中学校統合校舎（管理、普通、特別教室）の竣工[13]。
- 1974年（昭和49年）
  - 1月24日 ：町に1億円を寄付した土田栄太郎のために多賀町名誉町民条例が整えられ、多賀町名誉町民（第1号）の称号を贈る[17][15]。
  - 4月1日 ：犬上郡3町（多賀町、甲良町、豊郷町）の委託により、彦根市消防署犬上分署が発足[12]。
  - 月日未確認 ：多賀工業団地にてキリンビールが主力生産拠点の一つとして滋賀工場を竣工・操業開始。
  - 月日未確認 ：多賀町の消防事務を彦根市に委託[15]。
  - 月日未確認 ：芹川ダムを取り巻く鳥獣保護区指定の森林地帯が「野鳥の森（正式名称：滋賀県野鳥の森）」として整備され、開場する[15]。
- 1976年（昭和51年）
  - 5月11日 ：近江鉄道多賀線がワンマン運転を開始。
  - 11月3日 ：敏満寺にてSLホテル「多賀SLパーク」の開業。
  - 月日不明 ：保月集落および杉集落が廃村。その後、保月集落は一部の住人が戻って定住したが、2005年（平成17年）に再び廃村指定を受けている。
- 1978年（昭和53年） ：大字多賀にてダイニック滋賀工場が当社最大の工場として竣工・操業開始[18]。
- 1979年（昭和54年） ：今畑集落が廃村。
- 1980年（昭和55年） ：田中澄江が随筆集『花の百名山』に霊仙山の記述あり。
- 1984年（昭和59年）
  - 2月11日 ：鹿児島県日置郡の伊集院町（現・日置市伊集院町）と兄弟都市盟約を締結[19]。
  - 4月3日 ：名神高速道路の多賀サービスエリア下り線に、レストラン、ハイウェイショップ、休憩所との合棟で「レストイン多賀」が営業開始。
- 1986年（昭和61年） ：多賀大社にて多賀講創設500年記念大会が開催される[15][20]。
- 1987年（昭和62年）8月18日 ：多賀283-1（ダイニック工場敷地内）にて、一般公開される天文台としてダイニック アストロパーク天究館が開館。
- 1980年代 ：SLホテル「多賀SLパーク」のレストランが廃業し、施設も閉鎖される。

##### 平成時代
- 1991年（平成3年） ：多賀町四手にて、びわ湖東部中核工業団地の造成着工[21]。
- 1993年（平成5年）2月 ：多賀町四手で行われていた造成工事の際、建設会社の現場作業員らが古琵琶湖層の粘土中から大型動物の骨格化石を発見し、間もなくアケボノゾウのほぼ完全な形の全身骨格化石と判明する[22]。
- 1994年（平成6年）3月28日 ：彦根市消防署にて彦根・犬上緊急通報システムの運用開始[12]。
- 1995年（平成7年）
  - 12月 ：閉鎖されたSLホテル「多賀SLパーク」の客車が解体される。
  - 月日未確認 ：多賀町教育委員会が楢崎古墳群の発掘調査を開始（1999年終了）し、その結果、61基の古墳が確認された[5]。
- 1996年（平成8年）
  - 3月 ：住友大阪セメントが彦根工場を閉鎖し、日本貨物鉄道と近江鉄道の住友大阪セメント専用線も廃止される。
  - 5月8日 ：彦根市消防署犬上分署にて救急救命士の業務開始[12]。
- 1998年（平成10年）
  - 3月：犬上郡豊郷町にて中山投棄場（正式名称：彦根愛知犬上広域行政組合中山投棄場）の竣工。同年9月に供用開始。
  - 3月31日 ：多賀町立佐目小学校の閉校[15]。
  - 4月1日 ：近江鉄道多賀線の多賀駅が多賀大社前駅に改称。
- 月日未確認 ：多賀町立図書館の開館[15]。
- 月日未確認 ：あけぼのパーク多賀公園の開園[15]。
- 1999年（平成11年）11月 ：びわ湖東部中核工業団地の竣工[21]。
- 2002年（平成14年）4月1日 ：多賀町立多賀幼稚園の開園[13]。
- 2005年（平成17年）
  - 10月22日：日置市の発足に伴う旧伊集院町（現・日置市伊集院町）との兄弟都市盟約継承を日置市と締結[23]。
  - 月日不明 ：保月集落が2度目の廃村 (cf. 1976)。
- 2008年（平成20年）3月15日 ：近江鉄道多賀線高宮駅-多賀大社前駅間で、スクリーン駅が開業。
- 2009年（平成21年）
  - 9月28日 ：キリンビール滋賀工場、キリンビバレッジ近畿圏地区本部営業部京滋支店、および、多賀町が、災害時等相互応援協定を締結[24]。
  - 10月19日 ：同年の7- 8月に多賀町のマスコット「たがゆいちゃん」のキャラクターデザインを公募していた多賀観光協会が、デザインを決定[25]。
  - 11月16日 ：NPO法人コメリ災害対策センターと多賀町が災害時等相互応援協定を締結[26][27]。
- 2010年（平成22年）11月3日 ：名神高速道路多賀サービスエリア下り線にて商業施設「EXPASA」の開業。
- 2011年（平成23年）
  - 3月29日 ：名神高速道路の多賀サービスエリア下り線に電気自動車用急速充電器が設置される。
  - 4月1日 ：滋賀県の地域医療再生計画が県全域を三次保健医療圏に設定し、同時に、当地域は湖東保健医療圏（彦根保健所管内。彦根市・多賀町・甲良町・豊郷町・愛荘町の1市4町で構成）に属するものと設定される[28][29][30]。圏内人口は155,152（2011年4月1日時点）[30]。また、子育て支援事業の一環として福祉医療費助成制度が見直され、乳幼児に加えて小学生の医療費（自己負担分）も無料化される[31]。
  - 8月31日 ：彦根市役所にて、彦根市・愛荘町・多賀町・甲良町・豊郷町が災害時等相互応援協定を締結[32]。
- 2012年（平成24年）
  - 6月 ：多賀第二工業団地の造成着工[33]。
  - 10月1日 ：子育て支援事業の一環として、乳幼児および小学生に加えて中学生の医療費（自己負担分）も無料化される[34]。

## 政治

### 行政

#### 町長
現職町長
- 町長 - 久保 久良（くぼ ひさよし）[35]

1953年（昭和28年）4月6日生まれ。2008年（平成20年）3月9日初当選（54歳）、3月14日初就任。2012年（平成24年）3月11日再選（58歳）、3月14日再任、2016年（平成28年）3月13日再選（62歳）、3月14日再任。3期目（任期満了日は2020年3月13日）。無所属。
- 副町長 - 小菅 俊二：2012年（平成24年）5月1日就任[38]。

歴代町長

#### 役所
町役場
- 多賀町役場 ：多賀町多賀324番地に所在。

### 議会

#### 町議会
- 議員定数：条例定数10人

#### 衆議院
- 滋賀県第2区（衆議院議員総選挙）
- 滋賀県選挙区（参議院議員通常選挙）

### 紋章
- 「タ」の文字を図案化し、1967年1月1日に公募によって制定された[16]。

## 国家機関

### 法務省
検察庁
- 大津地方検察庁彦根支部 管轄区域
- 彦根区検察庁 管轄区域

### 財務省
国税庁
- 彦根税務署 ：彦根市、犬上郡、愛知郡を管轄。彦根市立花町5-20に所在。

### 裁判所
- 大津地方裁判所彦根支部 管轄区域
- 大津家庭裁判所彦根支部 管轄区域
- 彦根簡易裁判所 管轄区域

## 施設

### 警察
本部
- 滋賀県警察 彦根警察署 管轄区域

駐在所
- 多賀警察官駐在所 ：多賀町久徳に所在。
- 大滝警察官駐在所 ：多賀町川相に所在。

### 消防
本部
- 彦根市消防本部 ：彦根市と犬上郡を管轄。彦根市西今町415に所在[39]。

分署
- 彦根市消防署犬上分署 ：犬上郡甲良町横関字山王689-1に所在。

消防団
- 多賀町消防団 ：2分団5班（2010年時）、条例定数60人、実員数57人（男性57人）[40]。

### 医療
医療圏は湖東保健医療圏（彦根保健所管内。彦根市・多賀町・甲良町・豊郷町・愛荘町の1市4町で構成）に属している。cf. 2011.
救急告示医療機関
救急告示医療機関（救急指定病院等）は以下のとおり。
- 彦根市立病院 ：彦根市八坂町1882に所在。
- 彦根中央病院 ：彦根市西今町421に所在。
- 友仁山崎病院 ：彦根市竹ヶ鼻町80に所在。
- 豊郷病院 ：犬上郡豊郷町大字八目12に所在。

滋賀県災害拠点病院
- 彦根市立病院　：災害派遣医療チーム (DMAT) 配備あり。救命救急センター設備なし（2012年時点）。

### 文化施設
- 多賀町立図書館
- 多賀町立博物館
- 多賀町立文化財センター
- 多賀町B&G海洋センター
- 多賀町中央公民館
- 子ども家庭応援センター

### 郵便局
主な郵便局
- 多賀郵便局
- 多賀佐目簡易郵便局
- 大滝郵便局

## 対外関係

### 姉妹都市･提携都市

#### 国内
兄弟都市
- 日置市（鹿児島県）
1984年（昭和59年）2月11日、日置郡伊集院町（現・日置市伊集院町）と兄弟都市盟約を締結。2005年（平成17年）10月22日、日置市の発足に伴う旧・伊集院町との兄弟都市盟約継承を日置市と締結。cf. 1984, 2005.

その他
- 全国門前町サミット - 全国の神社仏閣を中心に発展してきた門前町を有する自治体・観光協会・商業関係者などが集まり地域活性、街作り推進のため開催する会議。

### 災害時応援協定
主要な災害時等相互応援協定締結都市および団体は以下のとおり。
- キリンビール滋賀工場、キリンビバレッジ近畿圏地区本部・営業部・京滋支店、および、多賀町 ：2009年（平成21年）9月28日締結。cf. 2009.
- NPO法人コメリ災害対策センターと多賀町 ：2009年（平成21年）11月16日締結。
- 彦根市・愛荘町・多賀町・甲良町・豊郷町（滋賀県） ：2011年（平成23年）8月31日締結。cf. 2011.

## 経済
産業分類別事業所数（2006年、上位5位まで）
1. サービス業 165
2. 卸売・小売業 85
3. 建設業 76
4. 製造業 74
5. 運輸・通信業 17

産業分類別従事者数（2006年、上位5位まで）
1. 製造業 1,908
2. サービス業 1,179
3. 運輸・通信業 778
4. 卸売・小売業 380
5. 建設業 327

### 第一次産業
多賀町は農林業を基幹産業としてきたが、後継者や高齢化等の問題から農業就業者は減少しつつある。

#### 農林業
- 林業

### 第二次産業
1999年（平成11年）には企業の工場を誘致する目的を持った「びわ湖東部中核工業団地」(cf. 1991, 1999) が整備された。さらにこれに加えて2012年（平成24年）には多賀第二工業団地の造成が着工し、2013年（平成25年）春頃からの操業を予定している (cf. 2012)。

#### 工業
多賀工業団地
- キリンビール 滋賀工場 ：1974年（昭和49年）に竣工・操業開始。主力生産拠点の一つ。

多賀第二工業団地
2012年（平成24年）造成着工。2013年（平成25年）春頃に操業予定。cf. 2012.
- フジパングループ エフベーカリーコーポレーション 工場 ：2012年（平成24年）6月15日着工。パンの製造[42]。

中川原工業団地
- 平和堂 多賀流通センター
- 日本通運 多賀倉庫
- イセトー 滋賀工場

びわ湖東部中核工業団地
- 参天製薬 滋賀工場 ：1996年（平成8年）に竣工・操業開始[43]。製薬。
- 坂本金型工作所 滋賀工場 ：1997年（平成9年）に竣工・操業開始。プラスチック射出成形用金型の設計・製作[44]。
- ニイタカ びわ湖工場 ：1997年（平成9年）、西日本の生産拠点として竣工・操業開始[45]。業務用洗剤・固形燃料等を製造。
- SCREENホールディングス 多賀事業所 ：1998年（平成10年）、微細化とウェハーの大口径化に対応した半導体製造装置の生産拠点として竣工・操業開始[46]。
- ワダカルシウム製薬 滋賀工場 ：1998年（平成10年）に竣工・操業開始[47]。製薬。
- 日世 びわ湖工場 ：1999年（平成11年）2月に竣工・操業開始。ソフトクリーム関連資材の製造。
- 積水化学工業（積水フィルム西日本）
  - 多賀工場 第1棟 ：2000年（平成12年）以前、すでに積水化学工業多賀工場として操業[48]。滋賀水口工場、九州積水工業と共に、2000年3月に工場ゼロエミッションを達成[49]。
  - 多賀工場 第2棟（新工場棟） ：2010年（平成22年）1月にIT分野製品の主力生産拠点として竣工・操業開始[48][49]。
- 森下仁丹 滋賀工場 ：2001年（平成13年）10月、シームレスマイクロカプセル（継ぎ目のないマイクロカプセル）の受託製造工場として、「株式会社仁丹ミラセル工場びわ湖」として竣工・操業開始[50]。2009年（平成21年）10月1日、「森下仁丹滋賀工場」に名義変更[50]。
- 共栄社化学 滋賀工場 ：2009年（平成21年）に竣工・操業開始[51]。
- アーキュレフ 滋賀工場 ：2015年（平成27年）に操業開始。短繊維不織布を製造。
- 三和シヤッター工業 ：操業時期は確認できず。

その他
- ダイニック 滋賀工場 ：1978年（昭和53年）に竣工・操業開始した、当社最大の工場。cf. 1978.

### 第三次産業
1980年代以降は、観光業を中心としたサービス業が事業所数、従事者数ともに増加傾向にある。

## 情報･通信

### マスメディア
特記事項なし

## 生活基盤

### 上下水道
上水道
- 多賀浄水場 ：水源地は敏満寺の浅井戸および深井戸[52]。
- 川相浄水場 ：水源地は川相の浅井戸。
- 仏ケ後浄水場 ：水源地は萱原の表流水。
- 南後谷浄水場 ：水源地は南後谷の表流水。
- 大君ケ畑浄水場 ：水源地は大君ケ畑の浅井戸。

下水道

### 斎場
- 彦根愛知犬上広域行政組合 紫雲苑 ：敏満寺10番地63に所在する斎場・火葬場[53]。

## 教育

### 中学校
町立
cf. “多賀の学校、50年のあゆみ - 多賀町”. （公式ウェブサイト）.   多賀町. 2012年12月2日閲覧。
cf. 滋賀県中学校の廃校一覧#犬上郡
- 多賀町立多賀中学校 ：学区(校区)は全町1区域[54]。

### 小学校
町立
- 多賀町立多賀小学校

学区内地域（大字名）は、多賀、四手、大岡、八重練、栗栖、一円、木曽、久徳、月ノ木、中川原、土田、敏満寺、猿木、桃原、向之倉、河内、甲頭倉、屏風、後谷、水谷、霊仙、保月、杉、五僧、大君ケ畑、佐目、南後谷。
- 多賀町立大滝小学校

学区内地域（大字名）は、川相、藤瀬、一ノ瀬、仏ケ後、大杉、小原、霜ケ原、樋田、富之尾、楢崎、壺、萱原。

### 幼児教育

#### 幼稚園
町立
- 多賀町立多賀幼稚園 ：cf. 2002.

### 保育所
- 多賀ささゆり保育園 ：2004年（平成16年）4月1日、多賀保育園が改称[55]。定員160名。[56]
- たきのみや保育園 ：2006年（平成18年）9月開園[57]。定員40名。

## 交通

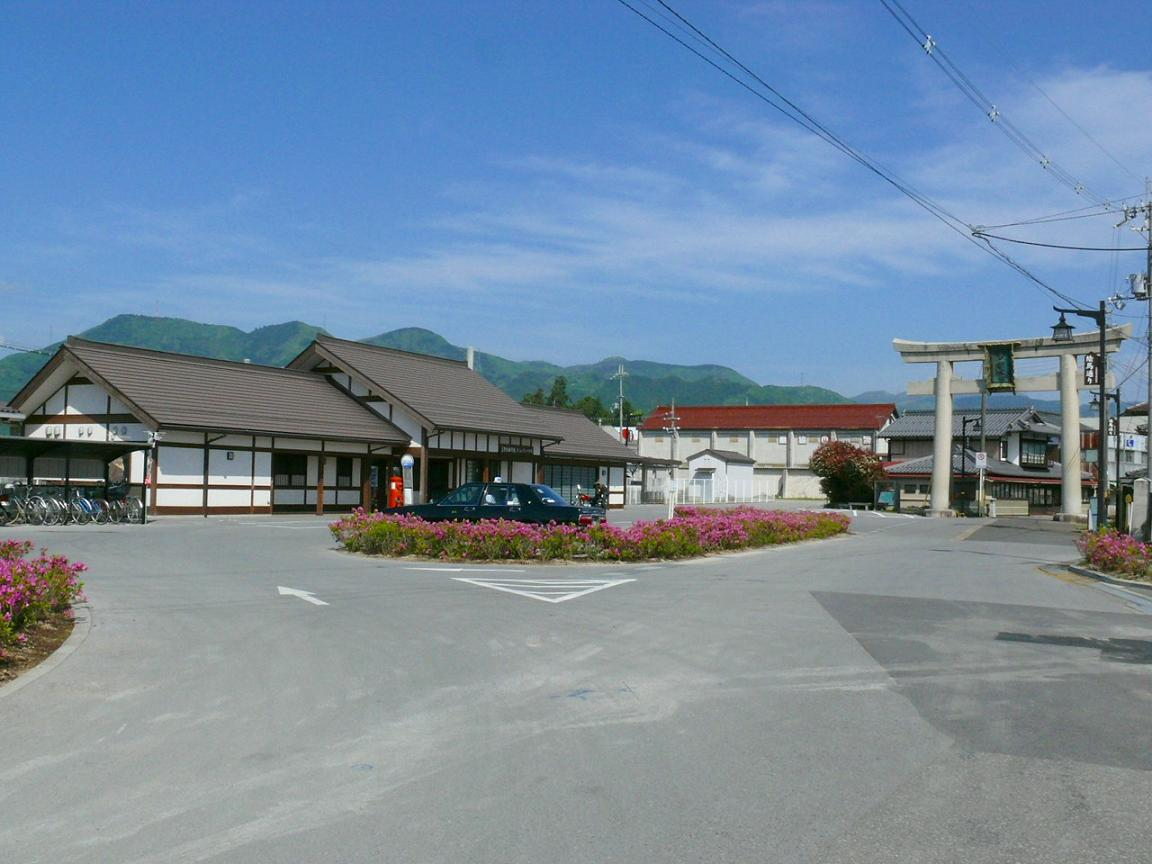
多賀大社前駅

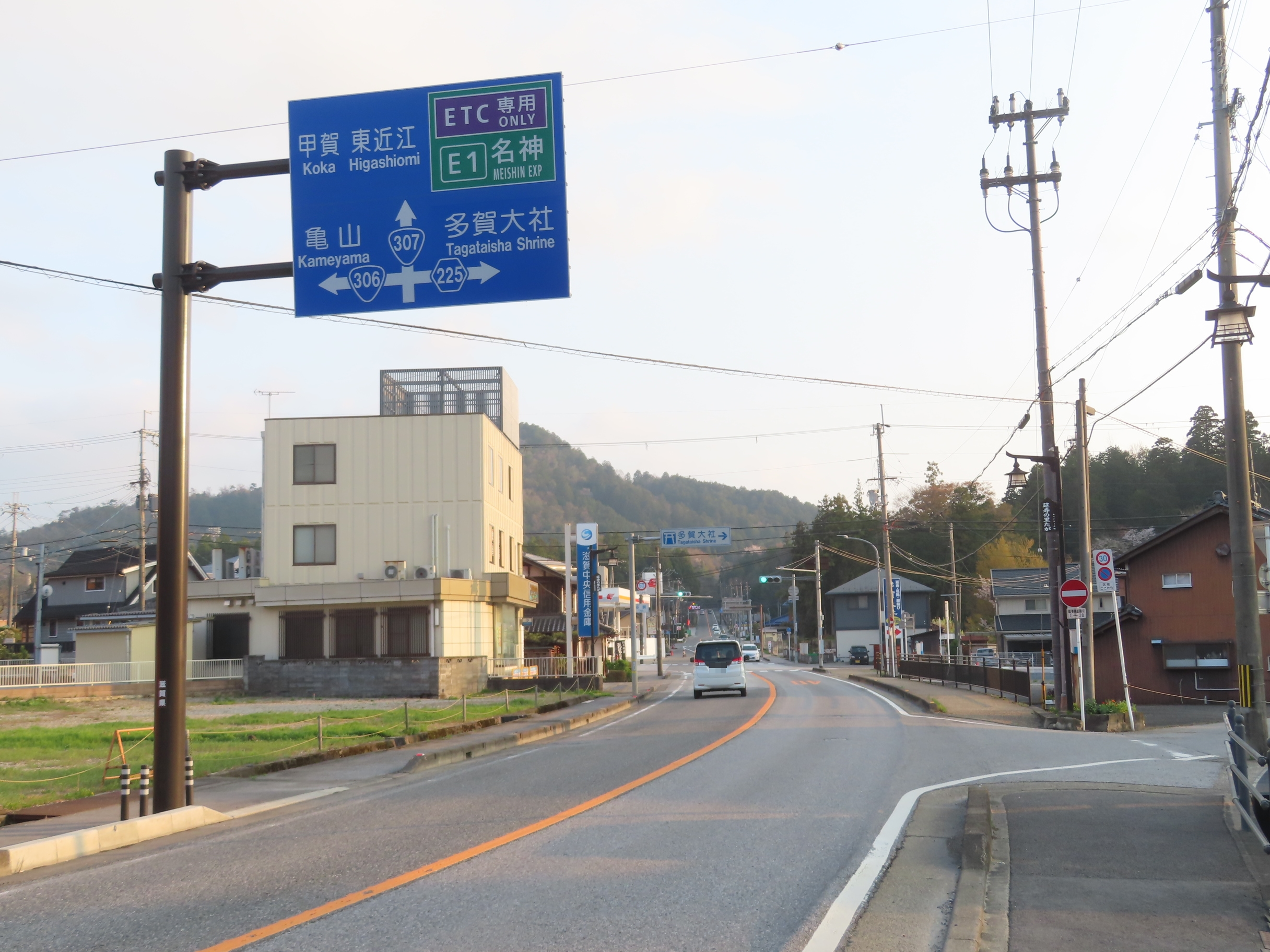
国道306号と国道307号が分岐する多賀交差点。

### 空港
最寄りの空港は、中部国際空港および大阪国際空港である。

### 鉄道
多賀大社前から彦根市方面へ近江鉄道多賀線が通ずる。なお、町域の西端部を近江鉄道本線および東海道新幹線が走るが、町域内にそれらの駅は無い。
近江鉄道
■多賀線 - ■多賀大社前駅

### バス

#### 路線バス
- 湖国バス

### 道路
国道306号が町域を東西に貫き、西部でこれに国道307号が接続する。高速道路は、町域の西部を名神高速道路が南北に通じ、多賀SAに併設される形で多賀SICの下り線出入口が供用されている。また、隣接する彦根市の彦根ICが最寄となる。

#### 高速道路
- 名神高速道路
  - 多賀SA
  - 多賀SIC（下り線のみ、SAに併設）

#### 国道
- 国道306号
- 国道307号

#### 県道
主要地方道
- 滋賀県道17号多賀醒井線
- 滋賀県道34号多賀永源寺線

一般県道
- 岐阜県道・滋賀県道139号上石津多賀線
- 滋賀県道224号多賀高宮線
- 滋賀県道226号佐目敏満寺線
- 滋賀県道239号水谷彦根線
- 滋賀県道330号甲良多賀線
- 滋賀県道544号大堀多賀線

## 観光

### 名所･旧跡
自然

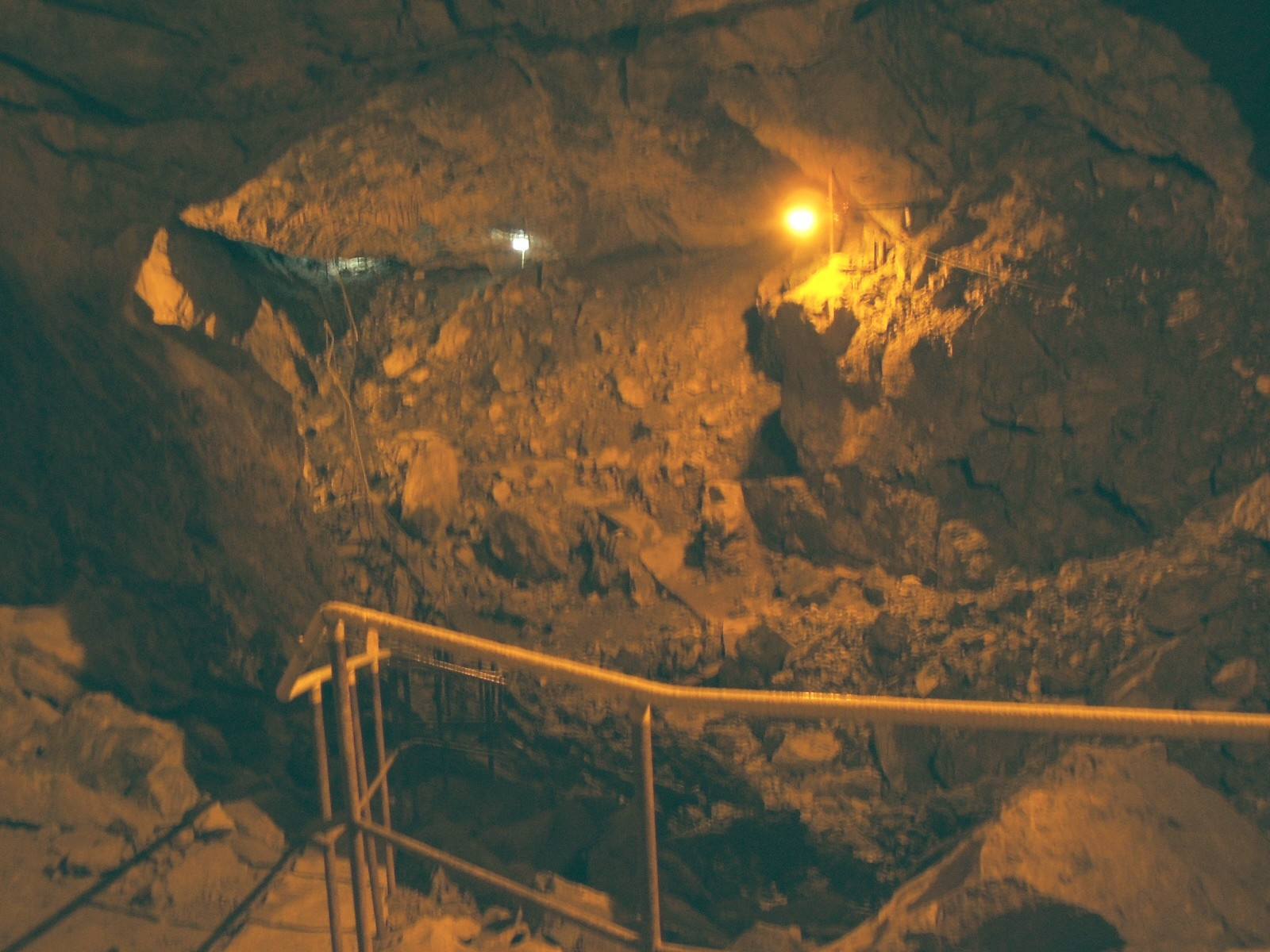
河内風穴、内部

- 河内風穴 ：総延長距離全国第4位の大洞窟。
- 佐目風穴
- 霊仙山 ：標高1,084m。[58]　cf. 759、奈良時代、1980。
- 三国岳 ：標高894m。滋賀県・三重県・岐阜県の県境にある[58]。
- 御池岳 ：標高1,241m。鈴鹿山脈の最高峰[58]。
- 鞍掛峠 ：cf. 858.
- 五僧峠 ：cf. 1599, 1960.
- 大蛇の淵

遺跡・旧跡・社寺 
- 楢崎古墳群 ：cf. 1st, 6c, 1995. [60][58]
- 土田遺跡 [58]
- 大岡高塚古墳 [58]
- 多賀大社 ：cf. 712, 927, 1588, 1638, 1986. [59]
  - 多賀大社奥書院庭園 ：国の名勝。[61]
- 胡宮神社（このみや じんじゃ） ：cf. 鎌倉時代、1562、1572、1573、1624-45[59]。
  - 胡宮神社社務所庭園 ：国の名勝[61]。
- 大滝神社 [59]
- 敏満寺石仏谷墓跡 ：国の史跡。[61]
- 高源寺 [59]
- 真如寺 [59]

### 観光スポット
文化施設他
- あけぼのパーク多賀
  - 多賀町立博物館 ：1993年（平成5年）に発見されたアケボノゾウの全身骨格化石標本が展示されている (cf. 1993)。四手976-2に所在。[62]
    - 多賀の自然と文化の館 [63]
- 多賀町歴史民俗資料館 ：敏満寺47-1に所在。
- 高取山ふれあい公園
- ダイニック アストロパーク天究館 ：cf. 1987.
- 犬上ダム ：日本で最初に建造された本格的灌漑用コンクリートダム。1934年（昭和9年）5月起工、第二次世界大戦下での中断を挟み、1946年（昭和21年）12月完工。犬上川の上流に所在。オシドリの安定的繁殖地の南限とされており、「オシドリの里」との雅称でも呼ばれる[64]。
- 芹川ダム ：淀川水系の芹川の上流にあたる、多賀町一円にある灌漑用コンクリートダム。大字「一円（いちえん）」にあることから「一円ダム」とも呼ばれる。芹川ダムを取り巻く森林地帯は鳥獣保護区に指定されており、「野鳥の森」の名で知られる (cf. 1974)。ダムを一周する約3.5kmの探鳥路が整備されており、併せて、滋賀県立の「野鳥の森ビジターセンター」がある[65]。

## 文化･名物

### 祭事･催事
- 多賀大社にて各種祭事が催される。

- 多賀ふるさと楽市
- その他 ：cf. 関ヶ原戦跡踏破隊 (1960)。

### 名産･特産
特産
- 糸切餅 : 鎌倉時代、蒙古軍襲来を防いだお祝いに蒙古軍の船印の赤青3本線のお団子を作り、三味線の糸で切ってお供えした事が由来の和菓子。「日本一繊細な糸切餅」と称される。

## 方言
現在の多賀町では全域で近畿方言（関西弁）の一種である近江弁が話され、そのなかでも湖東方言に分類される。湖東方言は京都色が強い湖南方言と特殊な湖北方言の中間的な方言であり、湖北方言圏と隣接する彦根市・犬上郡は湖東地方南部と比べて湖北方言との共通面が多い（近江弁#方言区画参照）。彦根市・犬上郡の方言の特徴としては、間投助詞「なあし」（「なあ」の上品な表現。主に高齢女性が使用）や終助詞「ほん」（柔らかな強調や念押しを表す）などが挙げられ、当地域を中心に湖北から湖東にかけて広く使われてきた。

## 出身関連著名人

### 名誉町民
- 土田栄太郎 - 寄付者（1億円寄付）。1974年（昭和49年）受賞の、名誉町民第1号。cf. 1974.

### 出身著名人
- 中江陽三 - アナウンサー（NHK→フリー）
- 則本昂大 - プロ野球（東北楽天ゴールデンイーグルス）選手

### ゆかりある著名人
- 霊仙 - 平安時代前期の法相宗の僧。日本唯一の三蔵法師。
- 杉江淳 - 天文学者。

### マスコット
- たがゆいちゃん ：  多賀町のマスコット。多賀大社の巫女をモチーフとした完全な人間型キャラクターで、町の花「ささゆり」を手に持ち、頭に「叶・多賀門」の髪飾りを付けている、巫女装束の少女[67]。

- - Tagayuicyan (小惑星) (3997 Taga) ：1992年（平成4年）3月8日にダイニック アストロパーク天究館の研究員である天文学者・杉江淳が発見した小惑星[68]。1996年（平成8年）に小惑星番号7019として登録されていたが、2011年（平成23年）10月、多賀町のマスコット「たがゆいちゃん」に因んで「Tagayuicyan」と命名した[68]。小惑星にゆるキャラの名が採用されるのは日本国内では2例目[68][69]。